# Anatinomma alveolatum
Anatinomma alveolatum är en skalbaggsart som beskrevs av Bates 1892. Anatinomma alveolatum ingår i släktet Anatinomma och familjen långhorningar.
Artens utbredningsområde är Honduras. Inga underarter finns listade i Catalogue of Life.